# Марія Тереза Португальська (1793—1874)
Марія Тереза Португальська (29 квітня 1793, Ажуда (Лісабон) — 17 січня 1874, Трієст) — принцеса Бейра, старша дочка короля Португалії Жуана VI і інфанти Карлоти Жоакини Іспанської; можлива спадкоємиця трону Португалії в 1793—1795 роках до народження її молодшого брата Франческо Антоніо.

## Біографія
13 травня 1810 в Ріо-де-Жанейро (куди королівська сім'я втекла від наполеонівських воєн) Марія Тереза Португальська вийшла заміж за свого двоюрідного брата інфанта Педро Карлоса Іспанського і Португальського. Вона овдовіла 26 травня 1812 року, незабаром після народження їхнього єдиного сина, інфанта Себастьяна Іспанського і Португальського (1811—1875).
Марія Тереза була дуже консервативна і підтримувала свого молодшого брата Мігеля I в його спробах отримати трон Португалії (громадянська війна 1826—1834 років), а також свого зятя і дядька інфанта дона Карлоса в його спробах отримати престол Іспанії. В останні роки правління її дядька, короля Іспанії Фердинанда VII (помер 1833) Марія Тереза жила в Мадриді і планувала посилити положення дона Карлоса як престолонаслідника. Вона брала участь у Першій карлістській війні (1833—1839), будучи провідним прихильником карлістов і церкви. Її сестра Марія Франсишку, титульна королева Іспанії та дружина Карлоса, померла в 1834 році.
15 січня 1837 року іспанські кортеси позбавили її права на спадкування трону Іспанії на тій підставі, що вона була мятежніцей разом з доном Карлосом. Права її сина Себастьяна також були відкликані, проте в 1859 році він був відновлений у своїх спадкових правах в Іспанії. За тим же законом сини дона Карлоса і брат Терези Мігель I були виключені з черги спадкування.
У наступному 1838 році вона вийшла заміж за свого зятя, дядю і давнього союзника інфанта дона Карлоса (1788—1855), якого вона вважала законним королем Іспанії; він був вдівцем її молодшої сестри Марії Франсишку. Другий шлюб був бездітним, однак вона дбала про своїх пасинках, які також були її племінниками і кузенами.
Незабаром вони покинули Іспанію через поразку в громадянській війні і більше туди не повернулися.
Померла в Трієсті 17 січня 1874 року, переживши свого другого чоловіка на дев'ятнадцять років.